# Regatul Boreal

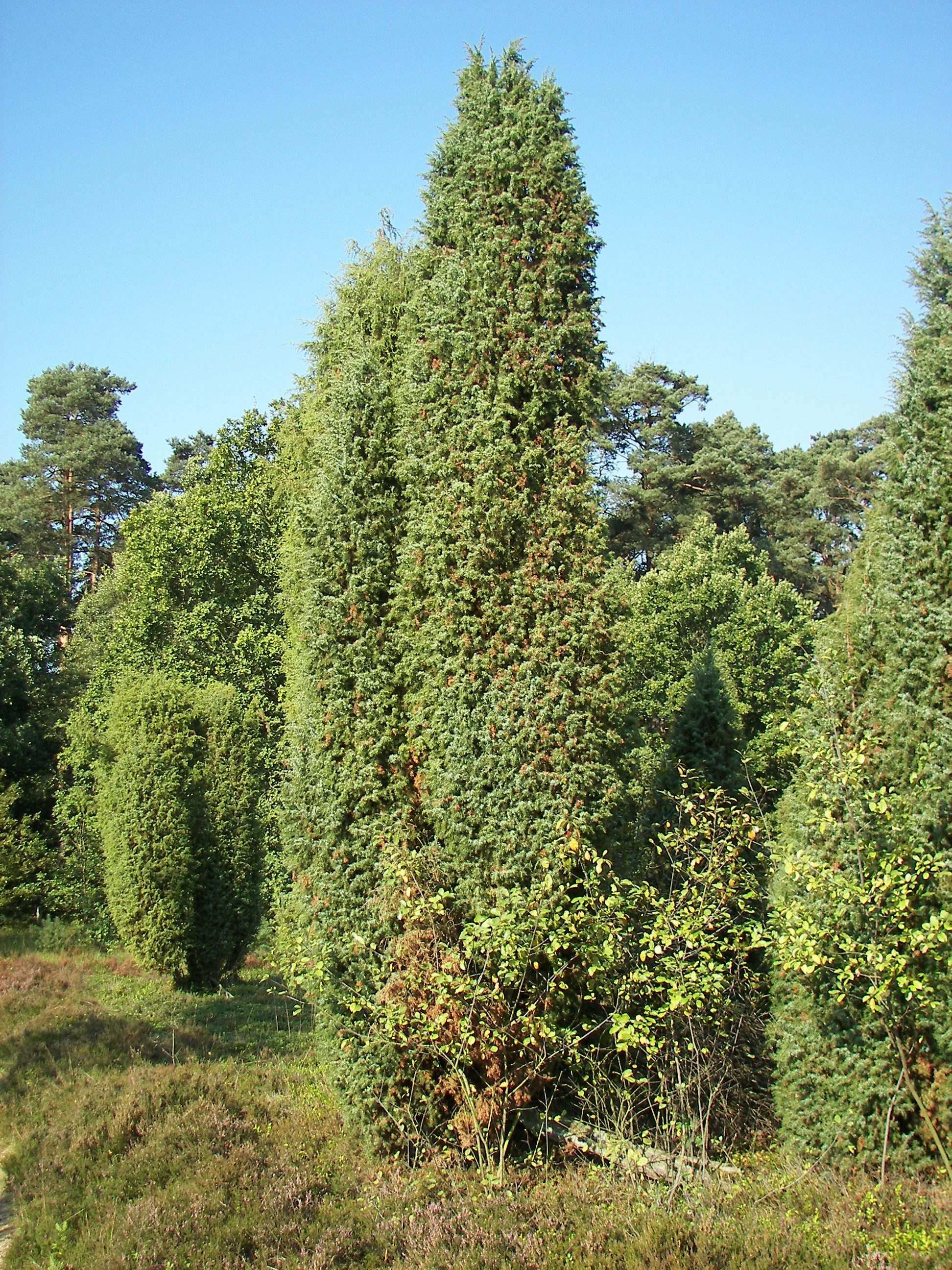
Ienupăr în stepa Lüneburg din Germania

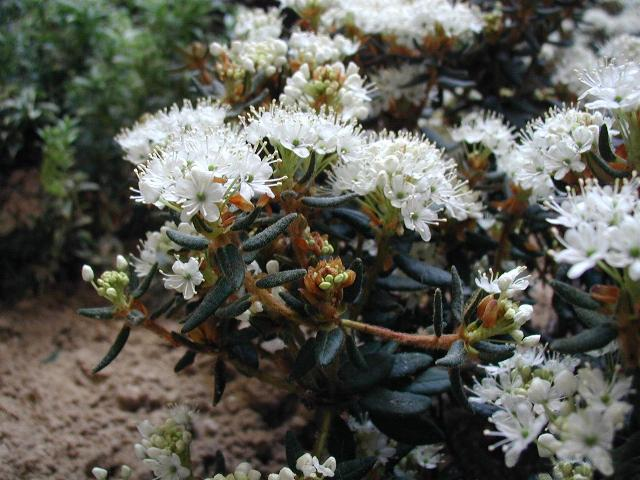
'

Regatul Boreal sau Regatul Holarctic (Holarctis) este un regat floristic⁠(d) identificat de către botanistul Ronald Good⁠(d) (și mai târziu de către Armen Takhtajan⁠(d)), care include porțiunile de la temperată la arctică din America de Nord și Eurasia. Flora acestora este moștenită din vechiul supercontinent Laurasia. Cu toate acestea, anumite părți ale regatului floristic (și cea mai mare a regiunii Circumboreale⁠(d) a sa) a fost înghețată în timpul Pleistocenului și are o floră foarte tânără. Relictele cenozoice și-au găsit refugiul în părțile sudice și muntoase ale regatului, mai ales în Regiunea Est-Asiatică⁠(d) și în sudul regiunii Atlantice Nord-Americane⁠(d).
Good a remarcat faptul că multe specii de plante de climă temperată din America de Nord și Eurasia erau foarte strâns înrudite, deși sunt despărțite de Oceanul Atlantic și de Strâmtoarea Bering.
Cu milioane de ani în urmă, înainte de deschiderea Oceanului Atlantic, America de Nord și Eurasia erau unite într-un singur continent, Laurasia. După deschiderea Atlanticului, continentele au rămas legate unul de altul periodic prin punți terestre care leagă Alaska și Siberia. Până acum câteva milioane de ani, la nivel mondial clima globală era mai caldă decât în prezent, mai ales la latitudini mai mari, și multe specii de climă temperată se diseminau în întreaga Americă de Nord și Eurasie prin Alaska și Siberia. Clima s-a răcit brusc acum câteva milioane de ani, ceea ce a eliminat legătură din zona temperată între America de Nord și Eurasia, dar originile comune laurasiatice și o lungă istorie de punți terestre temperat-climatice explică asemănările botanice între florele de climă temperată de pe cele două continente.
Un regat floristic este analogul botanic al uneiEcozone⁠(d), care ia în considerare distribuția animalelor, precum și a speciilor de plante. Mulți biogeografi disting Regatul Boreal drept cuprinzând două ecozone, cea nearctică⁠(d) (America de Nord) și cea palearctică (Africa de Nord și Eurasia). Alții, bazându-se pe distribuția familiilor înrudite de plante și animale, includ Palearctica și Nearctica într-o singură ecozonă Holarctică⁠(d) , care corespunde Regatului Boreal al lui Good.
Regatul este împărțit în trei floristice subregate și nouă regiuni floristice⁠(d).

## Subdiviziuni

### Subregatul Boreal
- Regiunea Circumboreală⁠(d)
- Regiunea Est-Asiatică⁠(d)
- Regiunea Atlantică Nord-Americană⁠(d)
- Regiunea Munților Stâncoși

### Subregatul Tethyan
- Regiunea Macaroneziană
- Regiunea Mediteraneană
- Regiunea Saharo-Arabă⁠(d)
- Regiunea Irano-Turanică⁠(d)

### Regiunea Floristică Madreană
- Regiunea Madreană⁠(d)